# Lawrencella (plant)
Lawrencella is een geslacht uit de composietenfamilie (Asteraceae). De soorten komen voor in Australië.

## Soorten
- Lawrencella davenportii (F.Muell.) Paul G.Wilson
- Lawrencella rosea Lindl.